# Józef z Grodziska
Józef z Grodziska (Wezenborg) herbu Napiwon - dokumenty z lat 1352–1382 jako właściciela miasta wymieniają Józefa (Ozepa) z
Grodziska. Aczkolwiek nie wiadomo jaki urząd piastował, należał do wpływowych ówczesnych osobistości.
Kiedy bowiem 2 września 1352 roku, zawiązuje się konfederacja szlachty wielkopolskiej pod wodzą Maćka Borkowica wymierzona przeciw samowoli władzy wykonawczej. Akt konfederacji zastrzegał, że nie jest ona zwrócona przeciw królowi. Wśród 84 przedstawicieli rycerstwa wielkopolskiego spotykamy Josepha de Grodyscze. Z dokumentu wystawionego przez Józefa, dnia 14 lipca 1379 wiemy, że darowuje on młynarzowi Janowi zw. Vindemuler trzecią trzęść dochodu z młyna zbudowanego przez Jana w lasach nad rzeką Sępolna. Pozwala Janowi na wystawienie obok młyna karczmy, sprzedawać w niej chleb i mięso, oraz łowić ryby w Sępolnie. W dokumencie tym występują jako świadkowie mieszczanie grodziscy, o wyłącznie niemieckich imionach. Są nimi: Walter (burmistrz), Hanczel, Anzenap, rzeźnik Henryk, Piotr Licip, Henryk Driesen, oraz sługa Józefa Samuel Langknute. Pozwala to sądzić, że patrycjat miejski stanowiła ludność pochodzenia niemieckiego.
Józef występuje ponownie na arenie politycznej podpisując 29 listopada 1382 roku, tzw. "uchwałę radomską" przyrzekając wierność jako królowi polskiemu tej córce Ludwika Węgierskiego, która zgodzi się osiąść w Polsce. Należał zatem do stronnictwa zwalczającego Marię i Zygmunta Luksemburskiego, a popierającego kandydaturę Jadwigi.
Ostatni raz słyszymy o Józefie, kiedy w 1382 roku, był posłem arcybiskupa i kapituły gnieźnieńskiej do księcia mazowieckiego Siemowita IV.
Po Józefie właścicielką miasta została jego córka Wichna, żona Świętosława z Szubina.